# Planispirinoides
Planispirinoides es un género de foraminífero bentónico de la familia Spiroloculinidae, de la superfamilia Milioloidea, del suborden Miliolina y del orden Miliolida. Su especie tipo es Miliolina bacculenta. Su rango cronoestratigráfico abarca el Holoceno.

## Discusión
Clasificaciones más modernas incluyen Planispirinoides en la Familia Miliolidae.

## Clasificación
Planispirinoides incluye a la siguiente especie:
- Planispirinoides antarcticus

Otras especies consideradas en Quinqueloculina son:
- Planispirinoides bacculentus, aceptado como Triloculina bacculenta
- Planispirinoides mexicana, de posición genérica incierta